# Konsmo
Konsmo is een dorp in de gemeente Lyngdal in de Noorse provincie Agder. Tot 1964 was Konsmo een zelfstandige gemeente. In dat jaar werd de gemeente samengevoegd met Grindheim en een deel van Bjelland tot de gemeente Audnedal.Deze ging in 2020 op in de vergrote gemeente Lyngdal 
Het dorp heeft een houten kruiskerk uit 1802. De kerk was in de negentiende eeuw een verzamelplaats voor kinderen die vanuit Konsmo te werk werden gesteld op boerderijen in de rijkere streken van Vest- en Aust-Agder.